# Zions Bancorporation
Die Zions Bancorporation ist ein US-amerikanisches Unternehmen mit Sitz in Salt Lake City, Utah. Das Unternehmen ist im Aktienindex S&P 500 gelistet und bietet Finanzdienstleistungen verschiedener Art für seine Kunden an.
Tochterunternehmen sind „Amegy Bank of Texas“, „California Bank & Trust“, „National Bank of Arizona“, „Nevada State Bank“, „The Commerce Bank of Oregon“, „The Commerce Bank of Washington“, Vectra Bank Colorado und „Zions First National Bank“.
Das Unternehmen geht in seinen Anfängen auf das US-amerikanische Unternehmen „Zion's Savings Bank and Trust Company“ zurück, das 1873 von Brigham Young gegründet wurde.

## Einzelnachweis
1. 1 2  Zions Bancorporation Aktie. In: finanzen.net. Abgerufen am 21. September 2023.